# سایکو (محوطه تاریخی)
سایکو ((به ژاپنی: 斎宮 Saikū) یک مجموعه کاخ بود که در محله کنونی تاکگاوا در شهر میوا، میئه، منطقه تاکی، استان میه، ژاپن واقع شده بود. با تشکیل دهکده ای کوچک، در دوره نارا به عنوان کاخ و دفاتر عمومی «سایئو»، یک شاهزاده امپراتوری مجرد که از طرف معبد ایسه خدمت می‌کرد، تأسیس شد. هنگام دودمان یاماتو، و در دوره نانبوکوچو خراب شد. این سایت در سال ۱۹۷۹ به عنوان یادمان‌های ژاپن تعیین شد.